# Дыроватый Камень (Верхотурский район)
Дыроватый Камень — скала на берегу реки Туры, в Верхотурском районе Свердловской области, геоморфологический и ботанический природный памятник.

## Географическое положение
Скала Дыроватый Камень расположена в Верхотурском районе Свердловской области, на берегу реки Туры, в окрестностях урочища Карелина.

## Описание
Живописное каменное образование высотой 20–30 метра, густо поросшее лесом. Скала является геоморфологическим и ботаническим природным памятником, в котором произрастает комплекс редких растений.